# Czibi Norbert
Czibi Norbert (Berettyóújfalu, 1983. október 20. –) magyar énekes, a Rising Star tehetségkutató műsor első szériájának második helyezettje Várhegyi Lucas Palmira mögött. A műsor után szólókarrierbe kezdett, 2015 szeptemberében pedig önálló dallal is jelentkezett, melynek címe Menj tovább.

## Élete
1983. október 20-án született Berettyóújfalun. Eredeti szakmáját tekintve Speditőr valamint irodavezető. 2014-ben jelentkezett a Rising Star tehetségkutatóba, ahol a második helyen végzett a döntőben. Ezt követően indult el énekesi szólókarrierje.

## Diszkográfia

### Kislemezek
- Menj tovább (2015)
- Szabadesés (2016)
- Kimondatlan (2018)
- Itt vagyok!  (2019)[2]
- Láthatatlan (2020)